# Dragonnier Ajgal
 (août 2016).
Si vous disposez d'ouvrages ou d'articles de référence ou si vous connaissez des sites web de qualité traitant du thème abordé ici, merci de compléter l'article en donnant les références utiles à sa vérifiabilité et en les liant à la section « Notes et références ».
Dracaena draco ajgal, Ajgal
Espèce
Classification APG III (2009)
Statut de conservation UICN

 CR B2ab;C2a : 
En danger critique
Le Dragonnier Ajgal, ou Ajgal (Dracaena draco L subsp. ajgal), est une sous-espèce de plantes à fleurs monocotylédone de la famille des Liliaceae (ou Dracaenaceae) selon la classification classique, ou des Asparagaceae (ou Ruscaceae) selon la classification phylogénétique. C'est une plante arborescente endémique du Maroc. 
Le nom Ajgal est le nom vernaculaire local berbère donné au dragonnier par la population locale dans la région du djebel Imzi (sv). Il signifie : « celui qui se maintient en haut ou « l’inaccessible » en Berbère ».
Elle est considérée comme sous-espèce du dragonnier des Canaries découverte en 1996 par F. Cuzin et A. Benabid dans le cadre d'un voyage dans l'Anti-Atlas marocain. Son nom scientifique est  Dracaena draco ajgal.

## Origine

Localisation du dragonnier Ajgal sur le Djebel Imzi et Djebel Adad Medni entre les gorges d'Assif Oumarhouz

C'est une espèce endémique du sud du Maroc et de l'Anti-Atlas où elle a été découverte par F. Cuzin et A. Benabid en 1996 dans le djebel Imzi situé à 100 km à l'est d' Anzi et de Tiznit. Dans ce secteur occidental de l'Anti-Atlas où des populations de quelques milliers d’individus de dragonniers Ajgal vivent sur les falaises du djebel Imzi et du djebel Adad Medni à 1 500 m d'altitude au milieu des gorges de la rivière appelée Assif Oumarhouz. Ici, les brouillards d'été sont fréquents ; ils remontent par la vallée pour envelopper les plus hautes altitudes où les précipitations annuelles doivent tourner autour de 500 mm.
De part et d’autre de ces gorges, le dragonnier organise de très beaux peuplements qui ornent les falaises du djebel lmzi et du djebel Adad Medni, deux massifs montagneux qui, en raison de l'inaccessibilité, assurent une conservation remarquable des écosystèmes. Les plus fortes densités et les plus gros individus de Dracaena s’observent en exposition Nord sur des vires, alors que les expositions Sud abritent des peuplements plutôt lâches ou simplement des individus épars et dont les dimensions n’atteignent guère celles de l'ubac. Une estimation préliminaire permet d’avancer que l’effectif des populations est de quelques milliers d’individus qui s’étendent sur une superficie, rapportée à un terrain plan, évalué à 500 ha.
Ce site comporte une importante richesse floristique sur les plans des espèces endémiques tels que l'Arganier et autres espèces rares.

## Description
Le dragonnier Ajgal a un port de palmier avec un feuillage dense et étrange reposant sur plusieurs troncs. Il peut mesurer de 6 à 10 mètres de haut.

## Utilisation
Le dragonnier Ajgal se caractérise par la résine qui s'écoule de ses blessures ou incisons et qui prend en séchant une couleur rougeâtre, ce qui lui a valu le nom de sang du dragon. On attribuait à cette résine des vertus thérapeutiques. Les anciens l'utilisaient comme colorant pour faire des dessins dans les grottes. On trouve au Maroc des dessins rupestres anciens réalisés avec la résine du dragonnier. 
Les branches du dragonnier Ajgal étaient aussi utilisés par la population locale dans l’apiculture comme ruche pour les abeilles, du fait de leur caractère isolant.
Des plants sont commercialisés. On insiste alors sur sa plus grande rusticité par rapport aux plantes issues des Canaries.

## Menaces
L'arbre a été soumis au fil des décennies, à une exploitation intense de la part de la population, dans l'apiculture, la médecine et les dessins. Cet arbre endémique de la région est considéré comme une espèce en voie d'extinction par les scientifiques et a besoin de la protection de son environnement naturel pour ne pas subir le même sort que dans d'autres régions telles que dans les îles Canaries. 
Certains acteurs associatifs de la population locale ont commencé prendre conscience de l'importance du Dragonnier Ajgal et ont fondé une association pour faire connaître l'importance de ce patrimoine environnemental à différents niveaux. Un documentaire de l'émission Amoudou a été consacré au dragonnier Ajgal. 
Malgré ces efforts il reste encore beaucoup à faire pour préserver cette espèce rare avant qu'il ne soit trop tard.

## Galerie

Un dragonnier Ajgal millénaire sur le village d'Agadir Ougjgal.
Rameaux et feuillage du Dragonnier Ajgal
Vue sur la vallée de la rivière d'Amarouz site du dragonnier Ajgal.
Vue du sommet d'Adad Medni sur lequel se trouve le dragonnier Ajgal autour de la rivière d'Amarouz.